# Госпођица Јулија (филм из 1985)
„Госпођица Јулија“ је југословенски филм из 1985. године. Режирао га је Миленко Маричић, а сценарио је написао Миленко Маричић по делу Аугуста Стриндберга.

## Улоге
| Глумац            | Улога               |
| ----------------- | ------------------- |
| Соња Савић        | Јулија              |
| Лазар Ристовски   | Жан - слуга         |
| Мирјана Вукојичић | Кристина - куварица |